# Culpina (gemeente)
Culpina is een gemeente (municipio) in de Boliviaanse provincie Sud Cinti in het departement Chuquisaca. De gemeente telt naar schatting 18.646 inwoners (2018). De hoofdplaats is Culpina.